# U-334
U-334 — средняя немецкая подводная лодка типа VIIC времён Второй мировой войны.

## История
Заказ на постройку субмарины был отдан 23 сентября 1939 года. Лодка была заложена 16 марта 1940 года на верфи Нордзееверке в Эмдене под строительным номером 206, спущена на воду 15 августа 1941 года. Лодка вошла в строй 9 октября 1941 года под командованием оберлейтенанта Хильмара Симона.

### Командиры
- 9 октября 1941 года — 31 марта 1943 года капитан-лейтенант Хильмар Симон
- 1 апреля 1943 года — 14 июня 1943 года оберлейтенант цур зее Хайнц Энрих

### Флотилии
- 9 октября 1941 года — 28 февраля 1942 года — 8-я флотилия (учебная)
- 1 марта 1942 года — 30 июня 1942 года — 3-я флотилия
- 1 июля 1942 года — 14 июня 1943 года — 11-я флотилия

### История службы
Лодка совершила 8 боевых походов, потопила 2 судна суммарным водоизмещением 14 372 брт. Потоплена 14 июня 1943 года в Северной атлантике к юго-западу от Исландии, в районе с координатами 58°16′ с. ш. 28°20′ з. д. глубинными бомбами с британского фрегата HMS Jed и британского шлюпа HMS Pelican. 47 погибших (весь экипаж).

### Атаки и происшествия
- 13 апреля 1942 года за сутки до прибытия в Тронхейм за борт смыло 19-летнего старшего матроса.
- 5 июля 1942 года лодка по ошибке была атакована немецким Юнкерсом-88. Два близких разрыва бомб повредили механизмы управления и лишили U-334 способности к погружению. Под эскортом U-456 повреждённая лодка прибыла в Нейденфьорд на следующий день.